# Xian de Xuanhan
Le xian de Xuanhan (宣汉县 ; pinyin : Xuānhàn Xiàn) est un district administratif de la province du Sichuan en Chine. Il est placé sous la juridiction de la ville-préfecture de Dazhou.
Très courte histoire du comté de Xuanhan: Le comté de Xuanhan s'appelait le comté de Dongxiang (chinois simplifié: 县 县 chinois traditionnel: 東鄉 縣) de la huitième année de Yongyuan, de la dynastie Han de l'est (AD 96) à l'ANNONCE 1913. De l'AD 1914 (troisième année de République de Chine), le comté de Dongxiang a changé son nom pour le comté de Xuanhan.

## Démographie
La population du district était de 1 133 189 habitants en 1999.